# Connor Dowds
Connor Ashley Dowds (* 3. September 1993 in Amanzimtoti) ist ein südafrikanischer Schauspieler.

## Leben
Dowds wurde am 3. September 1993 in Amanzimtoti als Sohn zweier Theaterschauspieler geboren. Erste Erfahrungen mit dem Schauspiel sammelte er im Alter von vier Jahren in dem Musikvideo zum Lied Stayed a Boy der Musikgruppe Just Jinjer. Sein Fernsehschauspieldebüt hatte er 2002 im Kurzfilm The Unique Oneness of Christian Savage und im Western Glory Glory. Dazu spielte er in einigen Werbespots mit. Mit elf Jahren bekam er die Rolle des David Newman im Thriller Prey. Während seiner High-School-Zeit nahm er eine Auszeit von der Filmschauspielerei. 2016 hatte er in der Rolle des Zac Clark  im Film Lea to the Rescue sein Comeback. An der Rhodes-Universität studierte er Journalismus und Psychologie. Nach Nebenrollen in 3 Way Junction (2018) und The Red Sea Diving Resort und Moffie im Jahr 2019 war er 2020 in The Empty Man in der Rolle des Meyer Blatty zu sehen.

## Filmografie (Auswahl)
- 2002: The Unique Oneness of Christian Savage (Kurzfilm)
- 2002: Glory Glory
- 2006: Die letzten Tage von Krakatau (Krakatoa: The Last Days) (Fernsehfilm)
- 2007: Prey
- 2016: Lea to the Rescue
- 2018: 3 Way Junction
- 2019: The Red Sea Diving Resort
- 2019: Moffie
- 2020: The Empty Man